# Јефтимије Дохијарски
Јефтимије Дохијарски или Јефтимије Атонски је православни светитељ из 10. века.
Јевтимије је био ученик светог Атанасија Атонског. Када је свети Атанасије основао Велику Лавру и сакупио братство на Светој гори поставио је Јевтимија за првог дохијара - економа. Након неког времена по благослоу светог Атанасија, са неколико монаха одлази у место Дафни где подижу манастир посвећен светом Николају Чудотворцу, и назва га Дохијар, у знак сећања на дужност коју је вршио у Великој Лаври. Након неког времена манастир су напали Сарацени опљачкали га и разорили.
Након тога Јефтимије са монасима одлази и бира ново место за манастир где се и данас налази. У старости је предао и игуманску дужност Неофиту, и повукао се у потпуно усамљеничко молитвено тиховање. Умро је у дубокој старости, у манастиру Дохијар, 990. године.
Православна црква га прославља 9. новембра по јулијанском календару.